# Liste der Naturdenkmale in Spechbach
| Naturdenkmale | Anzahl |
| ------------- | ------ |
| FND           | 0      |
| END           | 2      |
| Gesamt        | 2      |

Die Liste der Naturdenkmale in Spechbach nennt die verordneten Naturdenkmale (ND) der im baden-württembergischen Rhein-Neckar-Kreis liegenden Gemeinde Spechbach. In Spechbach gibt es insgesamt zwei als Naturdenkmal geschützte Objekte, keines ist ein flächenhaftes Naturdenkmal (FND), beide sind Einzelgebilde-Naturdenkmale (END).
Stand: 1. November 2016.

## Einzelgebilde (END)
| Name                        | Bild | Kennung     | Einzelheiten | Position | Fläche Hektar | Datum         |
| --------------------------- | ---- | ----------- | ------------ | -------- | ------------- | ------------- |
| Winterlinde am Schützenhaus |      | 82260860002 | Spechbach    | ⊙        | 0,0           | 26. Feb. 2004 |
| Winterlinde Friedhof        |      | 82260860001 | Spechbach    | ⊙        | 0,0           | 26. Feb. 2004 |
| Legende für Naturdenkmal    |      |             |              |          |               |               |